# ジョン・ローランド
ジョン・ローランド（John Rowland）は、アメリカ合衆国のABCで放送されている『デスパレートな妻たち』に登場する架空の人物。演じるのはジェシー・メトカーフ、日本語版吹替えは坂詰貴之。

## 人物・経歴
高校では陸上部に所属。17歳（シーズン1）。
ソリス家で庭師のアルバイトをしており、夫に不満をもつガブリエルの誘惑で、未成年ながら不倫相手になる。

## シーズン1
カルロスに悟られる危険を犯しながらガブリエルとの関係を続けているうち、ガブリエルに本気で恋してしまう。だがカルロスの母ホワニータが現れてガブリエルを監視するようになると、不倫という不自由な関係に失望したジョンは、腹いせにダニエルと付き合うようになる（間もなく別れる）。油断してガブリエルと寝ているところをホワニータに見つかり、ジョンが後を追った際ホワニータはひき逃げにあい昏睡。ジョンは罪の意識に苦しむ。その後さらにスーザンに見つかったのを契機に、ジョン自身の母ヘレンにも不倫が露見する。
その後カルロスの逮捕でガブリエルが経済的な苦境に陥ると、経済的にガブリエルを支えれば彼女が自分を選んでくれると考え始める。ついに両親の反対を押し切って、大学進学の道をすて庭師に専念すべく家出、友人ジャスティンとルームシェアを始める。ジョンの意志を翻すべく、母ヘレンは淫行罪を持ち出して、ガブリエルにジョンを説得するよう強制する。現れたガブリエルにジョンはプロポーズするが、ガブリエルは二人の関係に未来はない、とジョンに告げる。
ところがカルロスの仕打ちに傷ついたガブリエルは、復讐のためジョンと再び関係を持ち始める。それが災いして、妊娠したガブリエルのお腹の子の父親が、ジョンかカルロスか分からなくなってしまう。自分の子かもしれないと悩むが、父親になれるのは経済力のあるカルロスだけだと、ガブリエルに父親になる資格を全否定される。納得のいかないジョンは、ゲイに対する差別犯罪の容疑のかかったカルロスの審理の場に現れ、カルロスに不倫を示唆して挑発する。激怒したカルロスは法廷で暴れだし、容疑はより深まってしまう。

## シーズン2
ジョンがカルロス不在のソリス家に来ると、夫婦の未来を危機に追い込んだジョンに怒りの収まらないガブリエルは、ジョンを追い出し離別を宣言する。それでも未練の残るガブリエルは、ジョンを密かに見守るが、ジョンの仕事先の主婦との情事を目撃。ジョンの「純愛」が幻想に過ぎなかったと悟ったガブリエルは、ジョンとの関係をきっぱり断ち、カルロスとやり直そうと決意する。

## シーズン3
離婚協議の気晴らしでスパ・リゾートに来たガブリエルの前にジョンが突然現れる。ガブリエルが泊まる高級ホテルの造園を一任され成功し、富裕になったジョンと、離婚を決めたガブリエルは久々に一夜を共にする。しかし実は、そのホテル・チェーンのオーナーの娘とジョンは婚約しており、婚約者が突然ジョンの部屋に現れたため、パニックになったジョンはガブリエルをスーツ・ケースに押し込め、浮気を隠し難を逃れる。その後ガブリエルによりを戻すことを提案されたが、ジョンは婚約者を愛しているから無理だと断る。